# Sthenelos (Vater des Kyknos)
Sthenelos (altgriechisch Σθένελος Sthénelos, lateinisch Sthenelus) ist in der griechischen Mythologie der Vater des Ligurerkönigs Kyknos.
Sein um den vom Himmel gestürzten Phaethon trauernder Sohn wurde von Apollon in einen Schwan verwandelt. Sthenelos muss in einem nicht näher bestimmbaren verwandtschaftlichen Verhältnis zu Phaethon gestanden haben, da sein Sohn mütterlicherseits mit diesem blutsverwandt war.